# Ivánivka (Jersón)
Ivánivka (en ucraniano: Іванівка; en ruso: Ивановка, romanizado: Ivanovka) es un pueblo ucraniano perteneciente al óblast de Jersón. Situado en el sur del país, forma parte del raión de Geníchesk y del municipio (hromada) de Ivánivka.
El pueblo se encuentra ocupada por Rusia desde el 6 de marzo de 2022 en el marco de la invasión rusa de Ucrania.

## Geografía
Ivánivka está a orillas del río Velika Kalga, al norte de Geníchesk, 80 km al oeste de Melitópol y 175 km al este de Jersón. 

## Historia
El asentamiento fue fundado alrededor de 1820, por nativos de vólost de Rubanivka (entre otros, de los pueblos de Bilozerka, Velikaya y Malaya Lepetija, Shulgivka y otros). Desde 1829, Ivánivka fue parte de volost de Rubaninivka del raión de Dnipro de la gobernación de Táurida.
Incluso después de la derrota en la guerra civil rusa, destacamentos de insurgentes ucranianos estaban activos en el territorio de Ivánivka y sus alrededores, atacando constantemente a los chekistas y soldados del Ejército Rojo, así como a los del Ejército Blanco.
Ivánivka fue la sede administrativa del raion del mismo nombre entre 1923 y julio de 2020. La localidad recibió el estatus de asentamiento de tipo urbano en 1956. En 1978, la población era de 5.100 personas, había una fábrica de aceite, una fábrica de piensos, una fábrica de alimentos y sabores, una organización de construcción de granjas intercolectivas, una maquinaria agrícola distrital, una planta de servicios al consumidor, dos escuelas de educación general, una escuela de música, una escuela vocacional rural, un hospital, una casa de la cultura, cuatro bibliotecas y el club.
Hasta el 18 de julio de 2020, Ivánivka fue el centro del raión homónimo. El raión se abolió en julio de 2020 como parte de la reforma administrativa de Ucrania, que redujo el número de rayones del óblast de Jersón a cinco. El área del municipio de Jersón se fusionó con el raión de Geníchesk.En 2023, Ivánivka perdió el estatus de asentamiento de tipo urbano debido a la eliminación de este estatus administrativo en la legislación ucraniana.

## Demografía
La evolución de la población de Ivánivka entre 1959 y 2022 fue la siguiente:
| 5178                                                          | 4818 | 5173 | 5649 | 5231 | 4645 | 4544 | 4410 | 4329 |
| (Fuente: Cities & Towns of Ukraine y UKRAINE: Größere Städte) |      |      |      |      |      |      |      |      |

Según el censo de 2001, el 90,91% de la población son de lengua materna ucraniana y el 5,49% hablan ruso.

## Infraestructura

### Transporte
Ivánivka tiene acceso a la autopista M14 que conecta Jersón con Mariúpol a través de Melitópol. También hay un camino pavimentado a Geníchesk. La estación de tren más cercana está en el pueblo de Sirogizi, a 36 km.  